# 陈群 (1964年)
陈群（1964年4月—），男，江苏宜兴人，中华人民共和国政治人物，现任上海市政协副主席，兼任华东师范大学教授、中国民主同盟中央委员会副主席、上海市委员会主委。曾任华东师范大学校长、上海纽约大学筹建中心主任。他还曾入选教育部“跨世纪人才培养计划”，2001年获得教育部首届全国高校优秀青年教师奖。

## 生平
1984年、1987年在南京大学化学系先后获得学士学位和硕士学位，1991年在华东师范大学获得无线电物理专业博士学位。1990年至1991年赴日本东京工业大学联合培养，后留校工作。1992年任副教授，1996年任教授，1997年任博士生导师。2002年任校长助理，2003年6月任副校长，2005年兼任研究生院院长。
2008年，当选第十一届全国政协委员，代表教育界，分入第四十组。2012年7月接替俞立中任华东师范大学校长。2013年当选第十二届全国政协常务委员。2015年12月，被增补为民盟上海市第十四届副主委。2017年4月，当选民盟上海市第十五届委员会主任委员。2017年7月，任上海市人民政府副市长，分管体育、旅游、知识产权、文史、参事、档案等工作。
2017年8月，担任中华人民共和国第十三届全国运动会上海代表团团长。2017年12月，当选民盟第十二届中央副主席。2018年1月，不再担任华东师范大学校长职务。2023年1月出任上海市政协副主席。

## 社会兼职
- 中国物理学会波谱学专业委员会副主任
- 上海市物理学会副理事长